# 鲁晓威
鲁晓威（1953年4月19日—），河北定州人，中国电视导演、编剧，代表作有1990年的电视剧《渴望》。他是中国电影家协会会员，中国电视艺术家协会第一届理事会理事。

## 生平
1978年参与创建北京电视台并成为首任开播导演；1979年开始影视导演生涯，参与创作了“文革”结束后的首批电视剧作品。1982年参与创办了电视剧制作机构——北京电视艺术中心，并担任第一届中心主任。1980年代毕业于北京电影学院导演系。1986年导演的连续剧《钟鼓楼》获“第三届巴西里约热内卢国际影视节评委特别奖”，为中国电视剧在国际上赢得了首座国际奖杯，因此成名。
1990年导演中国第一部长篇家庭剧《渴望》，播出后获得很高收视率和社会反响，塑造出了刘惠芳、宋大成等深受观众喜爱的电视人物。该剧获得了第六届“飞天奖”和第九届“金鹰奖”长篇电视剧一等奖。

## 作品
电视剧
- 《结婚现场会》
- 《钟鼓楼》 1986年，改编自“茅盾文学奖”获奖同名小说
- 《渴望》 1990年，50集
- 《如烟往事》 1993年
- 《人见人爱》 1999年
- 《三口之家》
- 《生死同行》
- 《小李飞刀续集》
- 《四合院》

电影
- 《幻影》1992年，入围第六届东京国际电影节[2]